# Endomyces
Endomyces je rod hub z rodiny Dipodascaceae.